# Ernostar

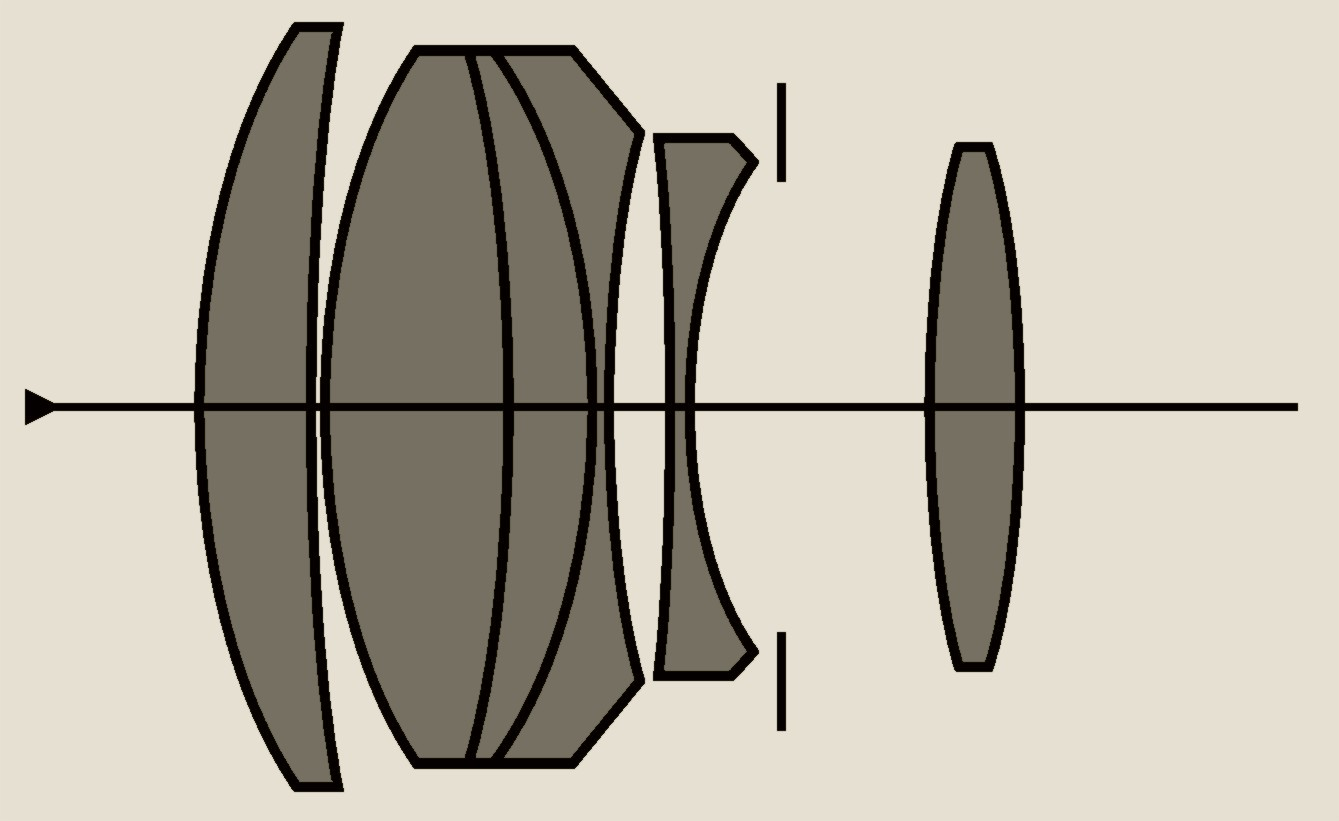
Схема объектива Ernostar

Ernostar (по-русски читается «Эрноста́р») — тип фотографического объектива. Рассчитан Людвигом Бертеле для Krupp-Ernemann Kinoapparate AG, и запатентован в 1924 году. Различные его модификации включают от 4 до 7 линз в 4 или 5 группах.
Разработан на основе схемы киносъёмочного объектива Ultrastigmat, модифицированного триплета Кука, рассчитанного американцем Чарльзом Майнором (Charles C. Minor) в 1916 году и выпускавшегося фирмой Gundlach.

## Описание
«Эрностар» представляет собой «обобщённый триплет», один из компонентов которого имеет вид простого или сложного мениска значительной толщины. Так как увеличение толщины мениска ведёт к приращению его оптической силы, такое решение позволило придать радиусам кривизны поверхностей бо́льшие значения, чем в аналогичной схеме с малыми толщинами линз и тем самым облегчило исправление аберраций. Это же решение Бертеле использовал и в следующей разработке — объективе «Зоннар».
«Эрностар» обладал рекордной для своего времени светосилой f/1,8 при угловом поле до 35-40°. Он совершил революцию, позволив снимать на коротких выдержках при недостатке освещения. Попав в руки знаменитого Эриха Заломона вместе с камерой Ermanox, новый объектив положил начало современной фотожурналистике, позволяя почти незаметно снимать сцены из жизни высшего света и политиков. Французскому премьер-министру Аристиду Бриану принадлежит знаменитая фраза: «Для проведения конференции Лиги Наций необходимы три условия: несколько министров иностранных дел, стол и Эрих Заломон». При невозможности использования фотовспышки в кулуарах большой политики, работа знаменитого репортёра была бы немыслима без светосильного «Эрностара».
Однако, в объективе не были достаточно исправлены аберрации высших порядков для широких наклонных пучков, что снижало контраст изображения.